# 布里灰蝶屬
布里灰蝶屬（學名：Britomartis）是線灰蝶亞科瑤灰蝶族裡的一個屬。分佈於東南亞。

## 物種
- 布里灰蝶 （Britomartis cleoboides） (Elwes, [1893])
- 依布里灰蝶 （Britomartis igarashii） Hayashi, 1976